# غيدانيات
الغَيْدَانِيَّات أو عثث كيس الدودة أو بسيكيات أو عث الحقيبة أو دودة الكيس (الاسم العلمي: Psychidae)، فصيلة حشرات عثية من رتبة حرشفيات الأجنحة. تضم حوالي 1350 نوعًا. توجد في جميع أنحاء العالم، وهناك بعض أنواعه دخيلة، مثل Apterona helicoidella
الذي أُدخل عن طريق الصدفة إلى الولايات المتحدة.